# Bignicourt
Bignicourt település Franciaországban, Ardennes megyében. Lakosainak száma 66 fő (2022. január 1.). Bignicourt Annelles, Cauroy, Juniville, La Neuville-en-Tourne-à-Fuy és Ville-sur-Retourne községekkel határos.

## Népesség
A település népességének változása:
| Lakosok száma | 88   | 74   | 73   | 61   | 67   | 68   | 68   | 68   | 67   | 66   |
|               | 1968 | 1982 | 1990 | 2006 | 2013 | 2015 | 2017 | 2019 | 2020 | 2022 |